# Manoir de la Grolière
Le manoir de la Grolière est un manoir situé à Ygrande, en France.

## Localisation
Le manoir est situé sur la commune d'Ygrande, dans le département français de l'Allier.

## Historique
L'édifice est inscrit au titre des monuments historiques en 1971.